# GMM 25
GMM 25 (thaï : จีเอ็มเอ็ม 25) est une chaîne de télévision numérique terrestre thaïlandaise appartenant à GMM Grammy. Le réseau offre une variété de contenus tels que des dramatiques, de la musique, des actualités et des programmes de divertissement destinés aux adolescents. Parmi ses programmes notables figuraient Hormones: The Series et 2gether: The Series.
GMM 25 a été lancé le 25 mai 2014 après que GMM Grammy a reçu une licence de télévision numérique du Comité national de la radiodiffusion et des télécommunications en décembre 2013.
Le réseau s'est également associé à Viu et Line TV pour fournir des rediffusions complètes de ses programmes.